# Konzentrations- und Vernichtungslager Lublin-Majdanek

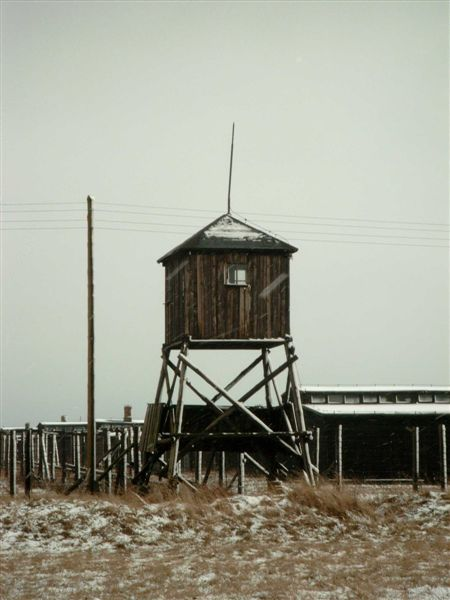
Wachturm des Vernichtungslagers Majdanek (2006)

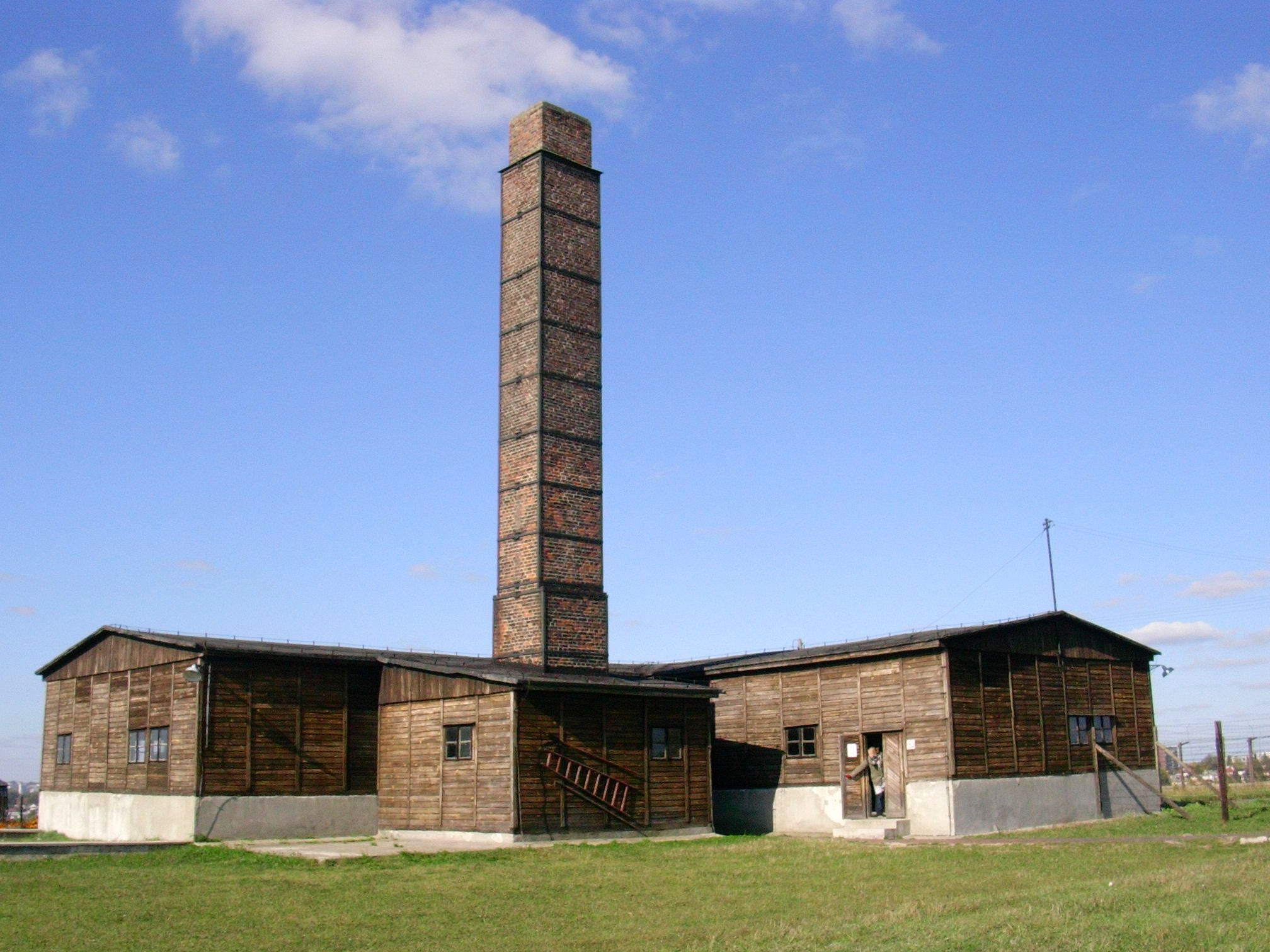
Gebäude des Neuen Krematoriums im KZ Majdanek (2005)

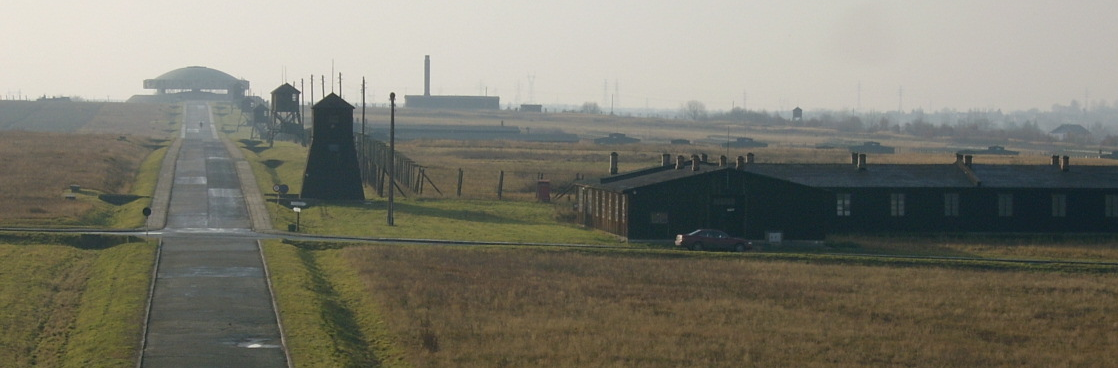
Gedenkstätte Majdanek (2003)

Das Konzentrations- und Vernichtungslager Lublin-Majdanek, abgekürzt KZ Majdanek (offiziell KL Lublin, KZ Lublin, auch in der Schreibweise K.L. Lublin; Majdan Tatarski ist ein Vorort von Lublin), war das erste Konzentrationslager der SS-Inspektion der Konzentrationslager (IKL) im deutsch besetzten Polen (Generalgouvernement). Wie das KZ Auschwitz-Birkenau wurde das KZ Majdanek von der SS zeitweise auch als Vernichtungs-/Todeslager genutzt.
Es bestand von Oktober 1941 (zunächst als „Kriegsgefangenenlager der Waffen-SS Lublin“, ab Februar 1943 als „Konzentrationslager Lublin“) bis zu seiner Auflösung durch die SS am 23. Juli 1944. Im Zuge des Vormarsches der Roten Armee wurde das geräumte KZ Majdanek als erstes der großen Vernichtungslager in Polen befreit. Danach erfuhr die Weltöffentlichkeit durch Bildberichte in der Presse konkret von den Verbrechen der Nationalsozialisten an den Juden und anderen Menschen.

## Vorgeschichte
Lublin war ein besonderer Ort für Juden, denn hier befand sich 1930 die damals größte Talmudschule der Welt, die Chachmei Lublin Jeschiwa. Auf dem jüdischen Friedhof der Stadt stellte das Grab von Jaakow Jizchak Horowitz einen Wallfahrtsort dar. Der Anteil der jüdischen Stadtbewohner war überdurchschnittlich hoch.
Später wurde die Stadt zu einer Zentrale der Aktion Reinhardt, d. h. der systematischen Ermordung aller Juden und Roma im Generalgouvernement. Auch das Zwangsarbeitslager Trawniki wurde in räumlicher Nähe errichtet und später als KZ-Außenlager dem KZ Majdanek unterstellt.

## Planung des KZ Majdanek als Kriegsgefangenenlager
Am 17. Juli 1941 erhielt Himmler, der Reichsführer SS und Chef der Deutschen Polizei, von Hitler den Auftrag zur polizeilichen Sicherung der neu besetzten Ostgebiete. Im Hinblick auf den Feldzug gegen die Sowjetunion und die damit verbundenen Vernichtungspläne bedeutete dies eine Aufgabenteilung mit der Wehrmacht.
Himmler seinerseits ernannte noch am selben Tag Brigadeführer Odilo Globocnik, den SS- und Polizeiführer Lublins, zu seinem Beauftragten für die Errichtung der SS- und Polizei-Stützpunkte im neuen Ostraum. Geplant war ein ausgedehntes Netz von militärisch befestigten SS- und Polizeistandorten, das auch Wohnbezirke für deren Familien einschließen sollte. Als Zentrum der SS- und Polizeikasernenviertel wurde Lublin ausgewählt, das einen ausgesprochen hohen Anteil an jüdischen Stadtbewohnern hatte und nun mit Reichsdeutschen besiedelt werden sollte. Zur Verwirklichung der Baupläne für ein „deutsches“ Lublin plante die SS Zwangsarbeiter und KZ-Häftlinge ein.
Am 20. Juli 1941 besuchte Heinrich Himmler Lublin und befahl Globocnik die Errichtung eines KL von 25.000 bis 50.000 Häftlingen zum Einsatz für Werkstätten und Bauten der SS und Polizei. Dabei gab er allem, was er unter Globocniks Regie vonstattengehen sah, den Namen „Programm Heinrich“. Die tatsächliche Bauleitung für das Konzentrationslager lag, wie sonst im Reich üblich, beim SS-Hauptamt Haushalt und Bauten (Hans Kammler). Kammler erteilte am 22. September 1941 den Baubefehl für den ersten Bauabschnitt des Konzentrationslagers zur Unterbringung von 5.000 Häftlingen. Angesichts Zehntausender sowjetischer Kriegsgefangener infolge des deutschen Siegs in der Schlacht um Kiew wurden die Planungen bereits wenige Tage später geändert. Kammlers revidierter doppelter Baubefehl für Lublin und Auschwitz-Birkenau vom 27. September 1941 lautete jetzt:
In Lublin und Auschwitz sind sofort am 1. Oktober Kriegsgefangenenlager mit einem Fassungsvermögen von je 50.000 Gefangenen gemäß den in Berlin gegebenen Weisungen und den überlassenen Zeichnungsunterlagen zu errichten.
Die Bauarbeiten der beiden Kriegsgefangenenlager Auschwitz-Birkenau und Lublin begannen gleichzeitig. Anfang November erweiterte Kammler die Planung des Kriegsgefangenenlagers auf 125.000, im Dezember auf 150.000, im März 1942 gar für 250.000 sowjetische Kriegsgefangene. Realisiert wurde davon nur ein Bruchteil. Mitte Dezember 1941 waren Baracken für rund 20.000 Kriegsgefangene fertiggestellt. Unter mörderischen Bedingungen waren die Bauarbeiten bis dahin von etwa 2000 sowjetischen Kriegsgefangenen verrichtet worden. Von ihnen waren Mitte November nur noch 500 am Leben, davon waren mindestens 30 Prozent arbeitsunfähig. Ab Mitte Dezember wurden 150 Juden aus dem von Globocnik geführten Arbeitslager an der Ulica Lipowa in Lublin eingesetzt. Etwa gleichzeitig brach hier eine Flecktyphusepidemie aus. Im Januar/Februar 1942 war die Baustelle unbesetzt: sämtliche sowjetischen Kriegsgefangenen und das jüdische Arbeitskommando waren tot.

## Funktionen des Lagers
Der Historiker Tomasz Kranz stuft das Lager ein als ein „multifunktionales Provisorium ohne eindeutige Bestimmung und klare Zielsetzung“. Von Juli 1942 bis zum Jahresende wurden überwiegend Juden und Polen als Opfer der Aussiedlungspolitik und von Vergeltungsaktionen eingeliefert. 1943 war Majdanek Konzentrations- und Arbeitslager für polnische politische Häftlinge und Juden sowie Sammelstelle für deportierte Landbevölkerung aus Polen und der UdSSR. In diesem Jahr fanden im Lager die größten Vernichtungsaktionen statt. So wurden am 3./4. November bei der so genannten Aktion Erntefest über 9000 Juden aus Lublin und dem Zwangsarbeiterlager Lublin-Lipowastraße nach Majdanek verschleppt und zusammen mit weiteren 8000 dort inhaftierten jüdischen Zwangsarbeitern erschossen. Ab der Jahreswende 1943/1944 erfüllte Majdanek die „Funktion einer Mordstätte“ für kranke Häftlinge anderer Lager und deportierte polnische Zivilisten.
Jüdische Arbeitskräfte aus Majdanek wurden ab Frühjahr 1942 zu Bauarbeiten im nahe gelegenen ehemaligen Flugplatz eingesetzt. Dort entstand unter SS-Verwaltung ein Bekleidungswerk, in dem das „aus Sonderaktionen anfallenden Material“, Schuhe und Kleidung der bei der „Aktion Reinhardt“ ermordeten Juden, sortiert, geflickt und desinfiziert werden sollte. Pläne für ein zentrales Nachschublager wurden nicht umgesetzt. Für die Deutschen Ausrüstungswerke (DAW) wurden im Lager unter anderem Fensterrahmen, Munitionskisten, Dachpappe und Schuhe hergestellt; Majdanek erzielte 1942 den höchsten Umsatz aller DAW-Betriebe.

## Größe des Stammlagers

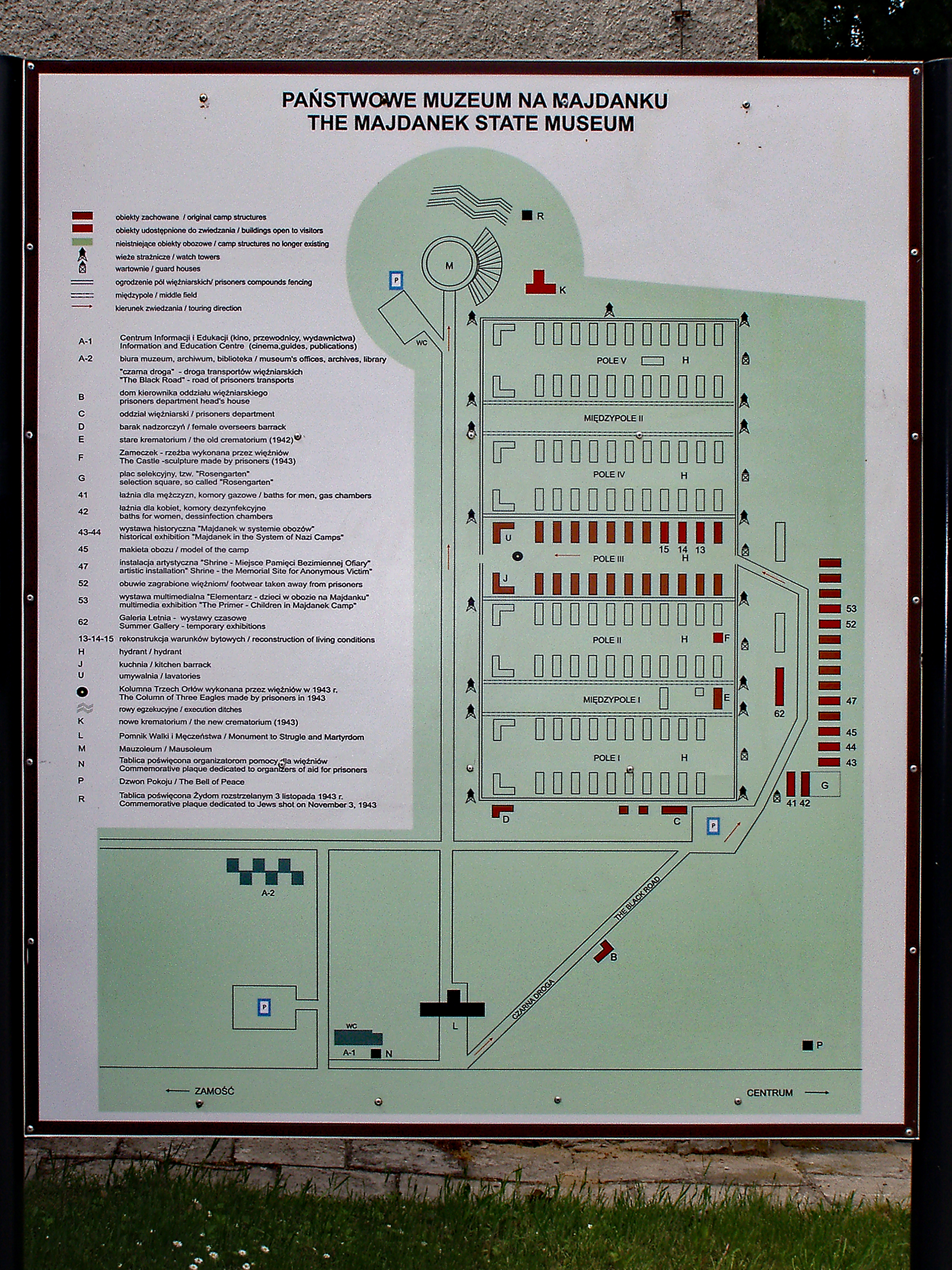
Plan des Geländes in der Gedenkstätte

Die Gesamtfläche des Stammlagers betrug 270 Hektar. Das Lager war zuletzt in sechs umzäunte Lagerabschnitte („Felder“ genannt) unterteilt, von denen fünf mit Häftlingsunterkünften, insgesamt mehr als 100 Baracken, belegt waren. Ein Wirtschaftskomplex umfasste landwirtschaftliche Nutzflächen, Gewächshäuser und Werkstätten wie Tischlerei, Schneiderei oder Schuhmacherwerkstatt.
Wegen immerwährend nur provisorisch eingerichteter Unterkünfte, schlechter Wasserversorgung und mangelnder sanitärer Verhältnisse war eine ungewöhnlich hohe Sterblichkeitsrate zu verzeichnen. Die Zahl der im Lager untergebrachten Häftlinge schwankte meist zwischen 10.000 und 15.000 und erreichte erst im Sommer 1943 eine Zahl von 25.000.

## Lagerpersonal
Die Größe der Belegschaft wuchs mit dem Ausbau des Lagers und dem Anschluss von einigen Außenlagern. Ende 1943 bestand das Lagerpersonal aus 1.258 Personen, darunter 261 im Kommandanturstab. Drei der Kommandanten waren wegen Veruntreuung und Unterschlagung vorbestraft; Koch wurde wegen einer Korruptionsaffäre später verurteilt und auf Befehl Himmlers hingerichtet. Innerhalb von drei Jahren waren fünf verschiedene Kommandanten für das Lager verantwortlich, das selbst unter SS-Männern einen schlechten Ruf mit „unleidlichen Zuständen“ hatte.
| Lagerkommandant       | Zeitraum                       |
| --------------------- | ------------------------------ |
| Karl Otto Koch        | September 1941 bis August 1942 |
| Max Koegel            | August 1942 bis November 1942  |
| Hermann Florstedt     | November 1942 bis Oktober 1943 |
| Martin Gottfried Weiß | November 1943 bis Mai 1944     |
| Arthur Liebehenschel  | Mai 1944 bis Juli 1944         |

## Außenlager
Die Außenlager befanden sich im Umkreis des KZ Majdanek. Beispielsweise in einem Steinbruch verrichteten die Häftlinge Zwangsarbeit, auch in Rüstungsbetrieben und Werkstätten.

## Majdaneks Anteil am Holocaust
Majdanek wird wegen der Opferzahlen, die anfangs um ein Vielfaches überhöht eingeschätzt wurden, auch als Vernichtungslager bezeichnet. Es gilt heute als ungeklärt, ob Majdanek in die Planung des systematischen Massenmordes an den Juden einbezogen wurde. Der Direktor des Staatlichen Museums in Majdanek, Tomasz Kranz, kommt zum Ergebnis, dass hier die „direkte Vernichtung“ von eher sekundärer Bedeutung war und dabei „so etwas wie eine ‚Begleitfunktion’ erfüllte und enger mit den wirtschaftlichen Aspekten dieses Verbrechens als seinen Vernichtungsmechanismen verbunden“ war. Die Historikerin Barbara Schwindt bezieht sich auf die Massenvernichtungen im Frühjahr bis Herbst 1943 und spricht zumindest für diesen Zeitraum von „Majdanek als Vernichtungslager“.
Vermutlich kamen 60 Prozent der Opfer durch Auszehrung, Zwangsarbeit, schlechte Behandlung und Krankheiten um. Massenhinrichtungen wurden Anfang 1942, im November 1943 und im ersten Halbjahr 1944 durch Erschießen durchgeführt. Darüber hinaus gilt als „sehr wahrscheinlich“, dass auch drei Gaskammern in der Zeit zwischen September 1942 bis Oktober 1943 zur Massentötung verwendet wurden (SS-Oberscharführer und SDG Anton Endres und Hans Perschon), wobei der Schwerpunkt auf der Ermordung von Juden aus Warschau und Białystok im Sommer 1943 lag.

### Gaskammern
Siehe auch: Die Gaskammern von Majdanek
Die dürftige Quellenlage erlaubt weder sichere Angaben darüber, wie lange diese Gaskammern betrieben wurden, noch, wie viele Opfer darin ermordet wurden. Anders als in den Vernichtungslagern der Aktion Reinhardt wurden Vergasungen in Majdanek nicht durch Motorabgase durchgeführt.
Strittig ist, ob hier Zyklon B eingesetzt wurde. Jean-Claude Pressac bezweifelte 1989, dass in diesen Gaskammern Menschen durch Einwirkung von Blausäuregas ermordet wurden. Tomasz Kranz hingegen beruft sich neben Indizien auf einen Augenzeugen, der von einer Vergasungsaktion mit Zyklon B berichtet. Auch Barbara Schwindt geht davon aus, dass Zyklon B „zumindest zeitweise“ in Majdanek zur Tötung verwendet wurde; doch lassen sich Häufigkeit und Zeitpunkt solcher Aktionen nicht ableiten.
Übereinstimmend stellen Schwindt wie auch Kranz dar, dass in den Gaskammern von Majdanek außerdem Kohlenstoffmonoxid aus Stahlflaschen zur Tötung von Menschen eingesetzt wurde. Diese Methode war in den Tötungsanstalten der Aktion T4 praktiziert worden und wurde anfänglich auch im Vernichtungslager Belzec erprobt.

### Krematorien

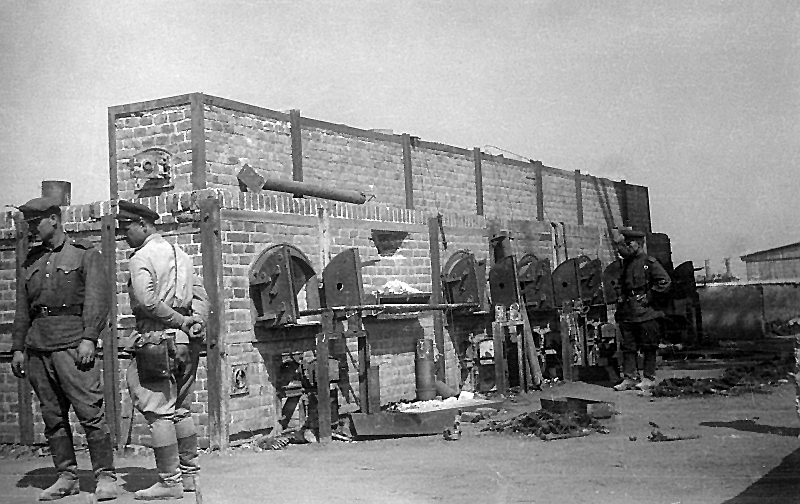
Rotarmisten an den Öfen des Neuen Krematoriums in Majdanek (Juli 1944)

Bis Juni 1942 wurden die Leichen der in Majdanek Ermordeten in Massengräbern vergraben (diese wurden später von den Häftlingen des Sonderkommandos 1005 exhumiert und verbrannt).
Ab Juni 1942 ließ die SS die Leichen verbrennen, und zwar entweder auf Scheiterhaufen oder im lagereigenen Krematorium. Das später so genannte Erste Krematorium hatte zwei Öfen, die aus dem KZ Sachsenhausen nach Majdanek gebracht wurden. Es stand im „Zwischenfeld I“, dem Bereich zwischen dem ersten und dem zweiten umzäunten Lagerabschnitt, und existiert heute nicht mehr.
Im Herbst 1943 wurde das Neue Krematorium errichtet. Es war ein T-förmiger Holzbau mit fünf Öfen, die mit Koks befeuert und von der Heinrich Kori GmbH aus Berlin gebaut wurden. Der Holzbau wurde am 22. Juli 1944 von der SS in Brand gesteckt, als sie das Lager an jenem Tag verließen, an dem die Rote Armee in die Außenbezirke von Lublin einmarschierte. Das heute an dieser Stelle stehende Krematoriumsgebäude ist eine Rekonstruktion aus der Zeit, als das ehemalige Lager als Gedenkstätte gewidmet wurde, die Öfen sind jedoch die 1943 gebauten Originale.

### Opferzahlen
Die Gesamtzahl der im KZ Lublin-Majdanek zwischen seiner Errichtung im Oktober 1941 und seiner Befreiung im Juli 1944 Ermordeten kann bis heute nicht sicher rekonstruiert werden. Sie wird auf etwa 80.000 geschätzt.
Als zuverlässige Mindestanzahl gelten 78.000 Ermordete, die der polnische Historiker Tomasz Kranz ermittelte.
Als gesichert gelten außerdem folgende Teilzahlen:
- Das Höfle-Telegramm nennt 24.733 dort bis zum 31. Dezember 1942 Ermordete im Rahmen der sogenannten Aktion „Reinhardt“.
- Am 3. November 1943 wurden allein im Rahmen der sogenannten Aktion „Erntefest“ im KZ Lublin-Majdanek 17.000 jüdische Menschen innerhalb von nur neun Stunden erschossen.[22]

In der ersten Zeit nach der Befreiung wurde die Zahl der Opfer im KZ Lublin-Majdanek stark überschätzt und zuerst mit mehreren hunderttausend bis zu über einer Million angegeben. Lange Zeit wurde von 235.000 bis 360.000 Ermordete ausgegangen. Majdanek war das erste gut erhaltene Vernichtungslager, das von den Alliierten erreicht wurde. Erste Schätzungen basierten auf der Unterbringungskapazität des Lagers, der Kapazität der Gaskammern und Krematorien und den bei Ankunft vorgefundenen menschlichen Überresten.

## Die Auflösung und die Befreiung

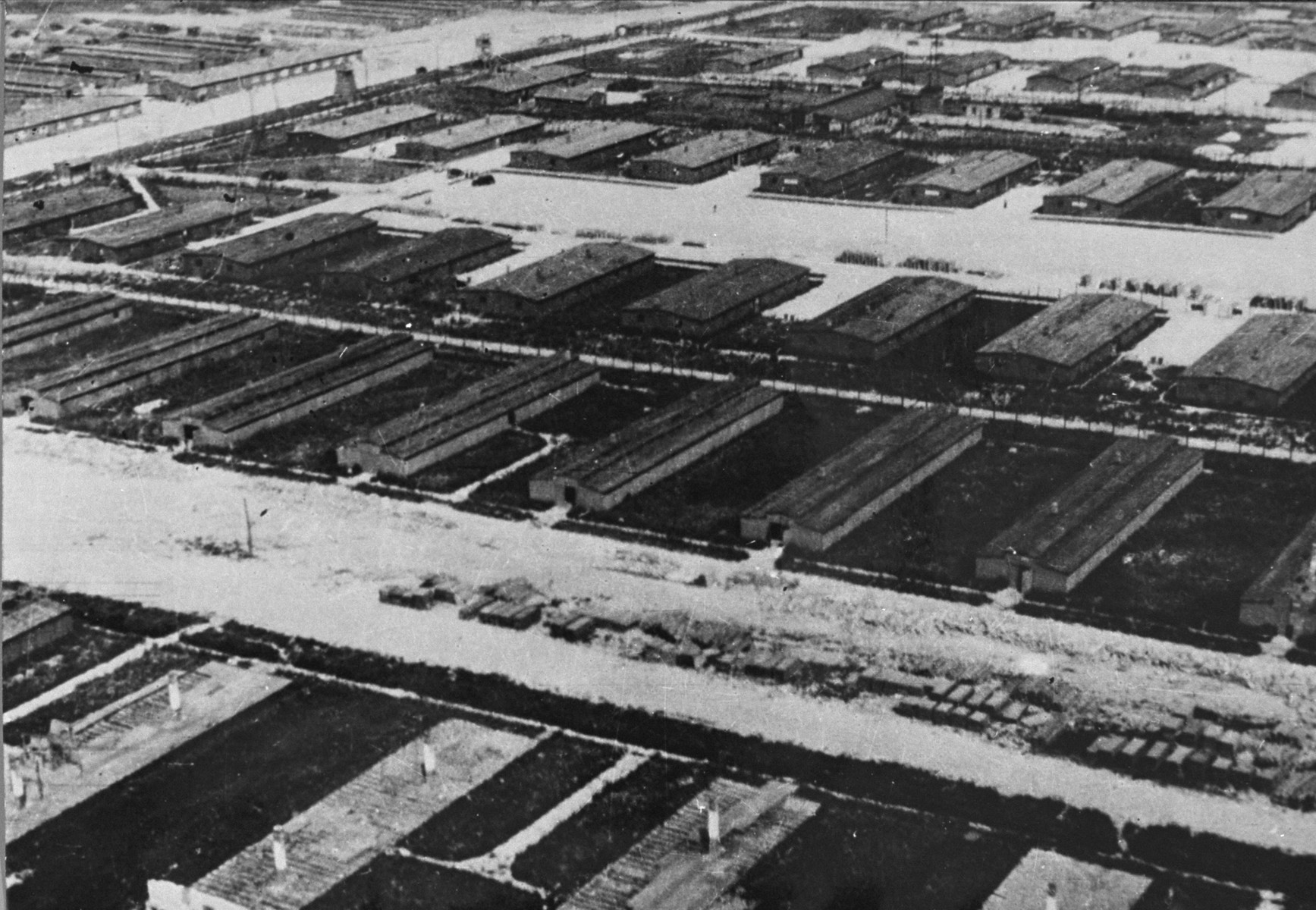
Ein Foto der Luftaufklärung vom 24. Juni 1944 zeigt den Abriss von Baracken (Vordergrund).

Infolge des schnellen Vormarschs der Roten Armee auf Lublin während der Operation Bagration Ende Juli 1944 wurde das Konzentrationslager Majdanek von der SS überhastet geräumt. Vor dem Abtransport der Gefangenen wurden alle Dokumente vernichtet und die Gebäude samt dem Neuen Krematorium in Brand gesetzt. In der Eile des Rückzugs versäumten die Deutschen jedoch die Zerstörung der Gaskammern und eines Großteils der Gefangenenbaracken. Das KZ Majdanek wurde am 23. Juli 1944 von der SS aufgelöst. Am 24. Juli 1944 befreite die Rote Armee (2. Panzerarmee (General S. I. Bogdanow), der 1. Weißrussischen Front von Marschall K.K. Rokossowski) im Zuge der Lublin-Brester Operation das KZ Majdanek. Angehörige der Roten Armee fanden im Lager noch 1000 kranke sowjetische Kriegsgefangene vor. Das KZ Majdanek war das erste befreite Konzentrationslager im Zweiten Weltkrieg.
Bereits im August 1944 gelangten westliche Journalisten zu einer Besichtigung nach Majdanek. Daraufhin wurden Darstellungen des Massenmords auf die Titelseiten US-amerikanischer Zeitungen und in US-Zeitschriften gesetzt. Das Magazin Life berichtete am 28. August 1944 erstmals in einem ganzseitigen Artikel über Majdanek und eine Gedenkfeier vom 6. August mit der Überschrift: Begräbnis in Lublin. Russen ehren Juden, die von Nazis massenweise vergast und verbrannt wurden.

## Die Gedenkstätte

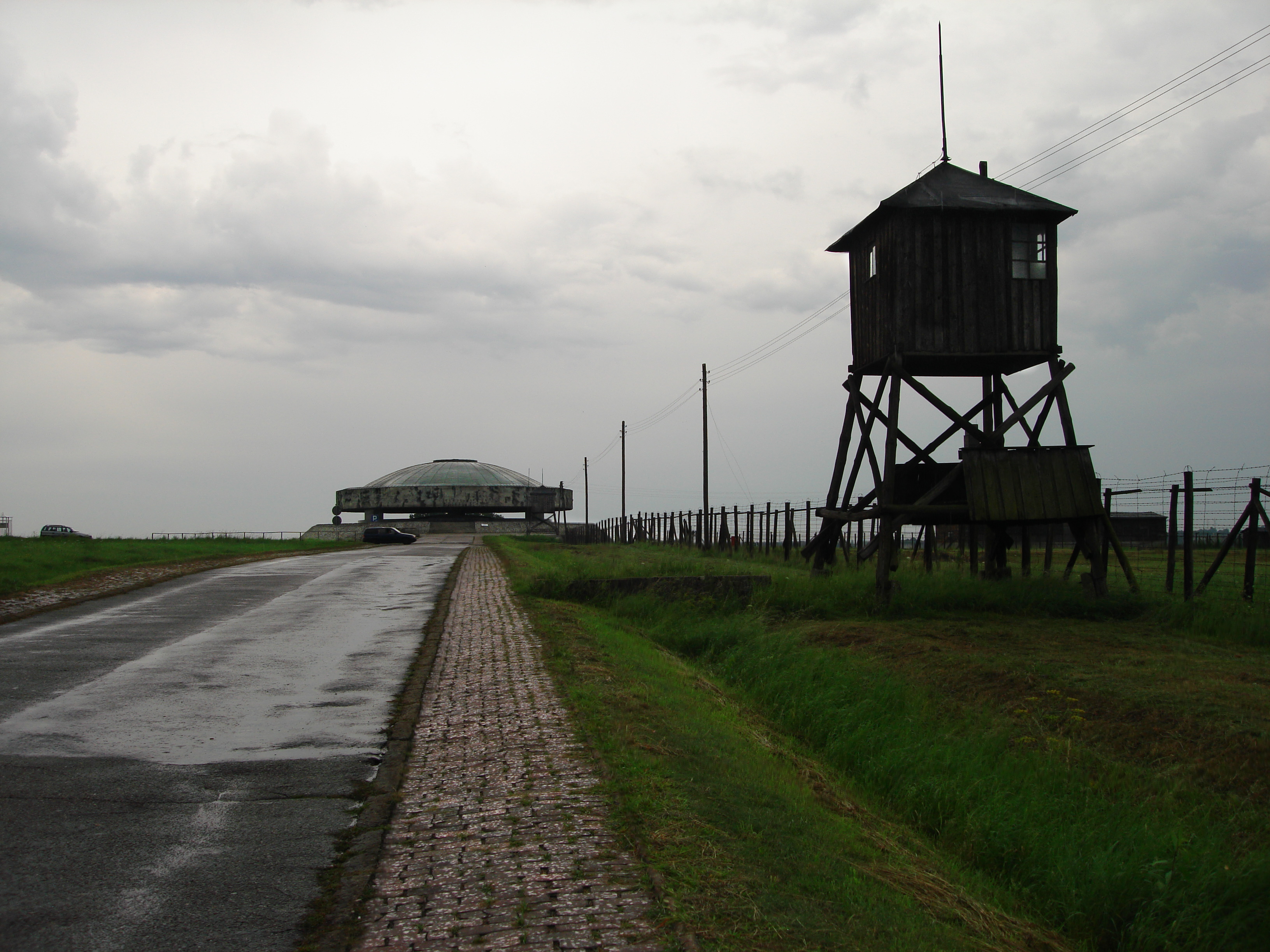
Mausoleum und Wachturm (2008)

Schon im August 1944, einen Monat nach der Auflösung, kam der Plan auf, ein Museum auf dem ehemaligen Lagergelände zu errichten. Dieser Plan wurde schließlich im November 1944 in die Tat umgesetzt und das Staatliche Museum Majdanek als erste Gedenkstätte in Europa, die sich mit dem Zweiten Weltkrieg beschäftigt, eröffnet. Als „Sammeln und Bewahren der Beweise und des Materials betreffend NS-Verbrechen, diese der Öffentlichkeit zugänglich zu machen und in einer wissenschaftlichen Art zu untersuchen“ definierte das Parlament der polnischen Republik im Juli 1947 die Aufgaben des Museums.
Die Gedenkstättenanlage befindet sich im Stadtteil Kośminek auf einem Teil des ehemaligen Lagergeländes. Am Ort des ursprünglichen Lagereingangs wurde ein von dem polnischen Bildhauer und Architekten Wiktor Tołkin entworfenes monumentales Kunstwerk aus Beton und Natursteinen errichtet, das den im Lager geläufigen Begriff 'Tor zur Hölle' versinnbildlicht. In unmittelbarer Nähe zu dem Gedenkmonument befindet sich ein Bildungs- und Besucherzentrum. Auf dem Lagergelände wurden Gebäude aus Holz wie Wachttürme und Baracken rekonstruiert bzw. instand gesetzt. Die erhalten gebliebenen Anlagen wie Duschen, Desinfizierungsbad, Gaskammer, der Seziertisch für die ermordeten Häftlinge und die Kremieröfen sind in diesen Gebäuden zugänglich. Ein rund 20 Meter Durchmesser großes Mausoleum beinhaltet die Asche und sterblichen Überreste ermordeter Menschen aus dem Krematorium und den angrenzenden Erschießungsgräben.
In mehreren Baracken werden unterschiedliche Aspekte des Lagers thematisiert: Dokumentiert wird die Aufnahme, die (teilweise) Desinfizierung und die Ermordung der Menschen in der Gaskammer. Eine Baracke enthält ein Übersichtsmodell über das geplante und dann realisierte Lager, es werden zeitgenössische und moderne Fotos gegenübergestellt. Ein Teil der Schuhe, die den Häftlingen abgenommen wurden, sind in zwei langen Drahtverhauen ausgestellt. Biografien und ausgewählte Exponate, die exemplarisch das Lagerleben verdeutlichen, befinden sich in einer multimedialen Präsentation. Eine Schlafbaracke zeigt die hölzernen Kojen.
Auf dem Gelände werden zwei Exponate präsentiert, die im Rahmen der von der Lager-SS 1944 ausgelobten zynischen Aktion 'Schmücke dein Heim' von Häftlingen hergestellt wurden. Zum einen ist eine Schildkröte ausgestellt, die vom Bildhauer Maria Albin Boniecki gestaltet wurde und sich auf Feld III befand. Dort befindet sich auch die Rekonstruktion der von Boniecki entworfenen Säule mit drei Adlern. Sie wurde im Frühjahr 1943 von polnischen politischen Häftlingen errichtet, nach dem Krieg zerstört und dann gegen den Willen Bonieckis wieder rekonstruiert. Während die Lagerleitung die Säule als Schmuck verstand, ist das Kunstwerk seit seiner Entstehung als Denkmal zu werten, weil im Krematorium anfallende Menschenasche heimlich in der Stele platziert worden war.
Das Museum hat zahlreiche Ausstellungen konzipiert, gibt seit 1965 regelmäßig eine Fachzeitschrift heraus ("Zeszyty Majdanka") und hält seit den 1970er Jahren auch Konferenzen und Seminare zu der Geschichte des Lagers Majdanek und der deutschen Okkupation der Region Lublin ab. 1985 fand im Museum die I. Internationale Triennale "Kunst gegen den Krieg" statt, nachdem es bereits seit 1962 Ausstellungen unter diesem Titel gab.

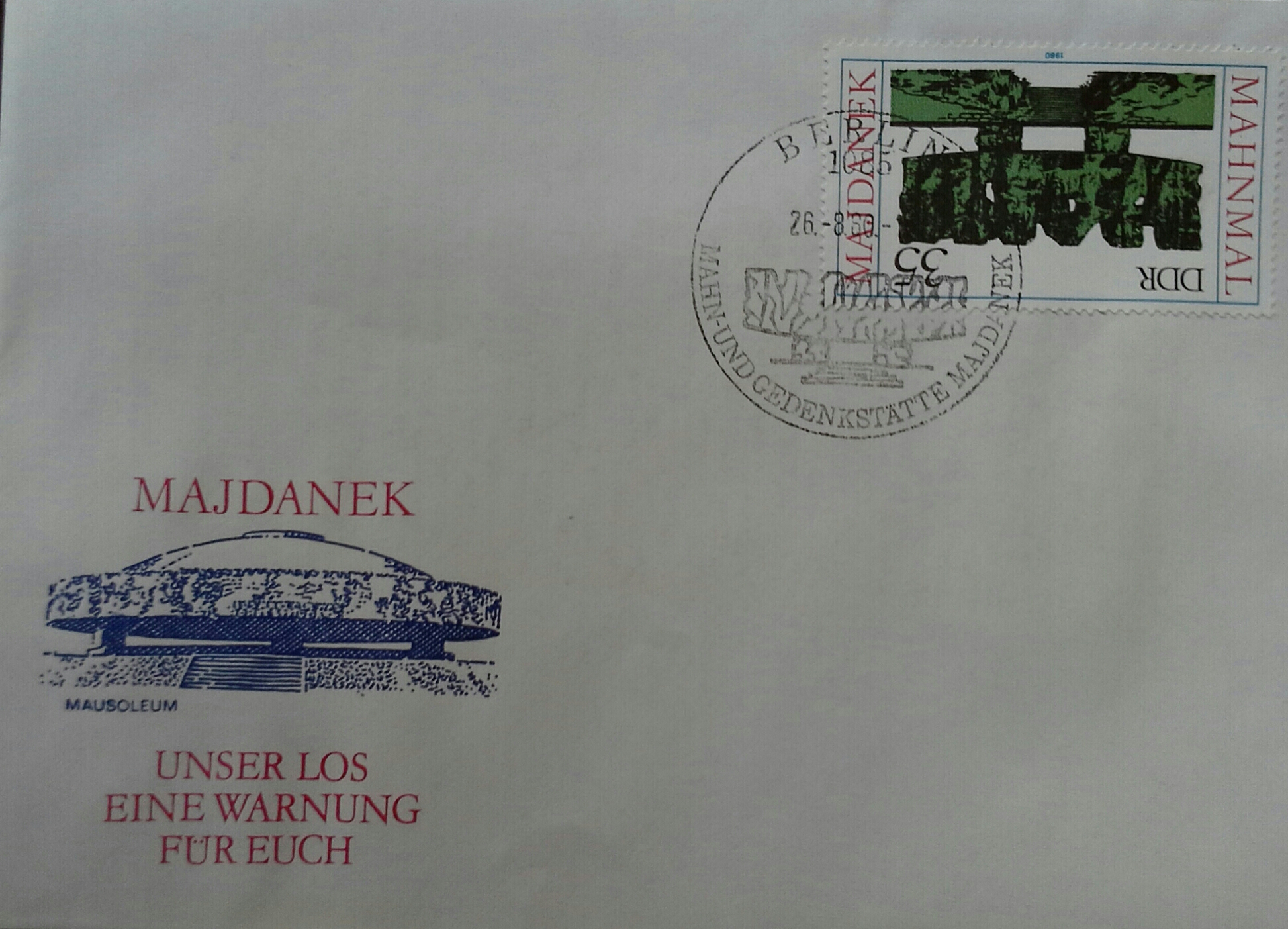
Ersttagsbrief mit Briefmarke der Deutschen Post.

1980 edierte die Deutsche Post eine von Joachim Rieß gestaltete Briefmarke „Mahnmal Majdanek“.
Im Jahr 1988 wurden von Apoldas letztem Glockengießermeister Peter Schilling (sein Vater Franz Schilling hatte die Buchenwald-Glocke gegossen) und dessen Frau Margarete Schilling eine Bronze-Glocke entworfen, gegossen und geliefert. Die Glocke hat den Schlagton gis0 und ein Gewicht von 5.000 Kilogramm.
Das Museum hat außerdem mit den ehemaligen Vernichtungslagern der Aktion Reinhardt Belzec (seit 2001) und Sobibor (seit 2012) zwei Zweigmuseen.

## Gerichtsverfahren

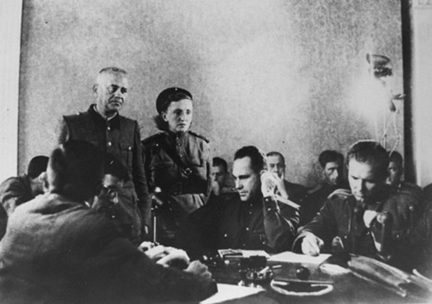
Anton Thernes beim Majdanek-Prozess, Lublin 1944

Durch eine polnisch-sowjetische Kommission begann noch Ende Juli 1944 die erste Untersuchung der Verbrechen. Beim ersten Majdanek-Prozess in Lublin waren sechs Personen angeklagt, und zwar vier ehemalige SS-Angehörige und zwei Kapos des Lagers. Alle sechs Angeklagten wurden im November 1944 zum Tode verurteilt und hingerichtet.
Im zweiten Majdanek-Prozess wurde zwei Jahre später, ebenfalls in Lublin, gegen 95 SS-Angehörige verhandelt. Nach zweijährigem Verfahren wurden 1948 sieben der Angeklagten zum Tode verurteilt, darunter auch die frühere Kommandantin des Frauenlagers, Else Ehrich, die anderen erhielten Haftstrafen.
Beim dritten Majdanek-Prozess von 1975 bis 1981 wurden 16 ehemalige SS-Angehörige vor dem Landgericht Düsseldorf angeklagt. Hermine Ryan geb. Braunsteiner erhielt eine lebenslange Freiheitsstrafe, sieben weitere, darunter Hildegard Lächert, Haftstrafen zwischen drei und zwölf Jahren. Ein Angeklagter wurde freigesprochen. Vier weitere Angeklagte waren nach einer Verfahrensabtrennung bereits 1979 mangels Beweisen freigesprochen worden, da viele Zeugen die Täter nach so langer Zeit nicht mehr eindeutig identifizieren konnten. Zwei Angeklagte waren verhandlungsunfähig geworden und Alice Orlowski starb noch während des Verfahrens. Diese Gerichtsurteile sorgten in der Bundesrepublik Deutschland für eine längere Debatte, da die verhängten Strafen vielen Beobachtern zu gering erschienen.

## Film
- Aleksander Ford (Regie): "Majdanek – Friedhof Europas." Dokumentarfilm, 1945; 24. Min.
- Der Prozess. Eine Darstellung des Majdanek-Verfahrens in Düsseldorf. BRD 1984, von Eberhard Fechner (Buch u. Regie), Teil 1: „Anklage“, Teil 2: „Beweisaufnahme“, Teil 3: „Urteile“, je 90 Minuten.[37]
- Wolfgang Schoen (Regie): Sohn des Opfers – Sohn des Täters – Die Geschichte einer ungewöhnlichen Freundschaft. Dokumentation, 2005; 45 Min. (Der gemeinsame Weg von zwei Männern der Kindergeneration, Roman Mach und Frank Reiss, an den Todesort des Vaters von einem.)